# アッカデーミア・デイ・リンチェイ

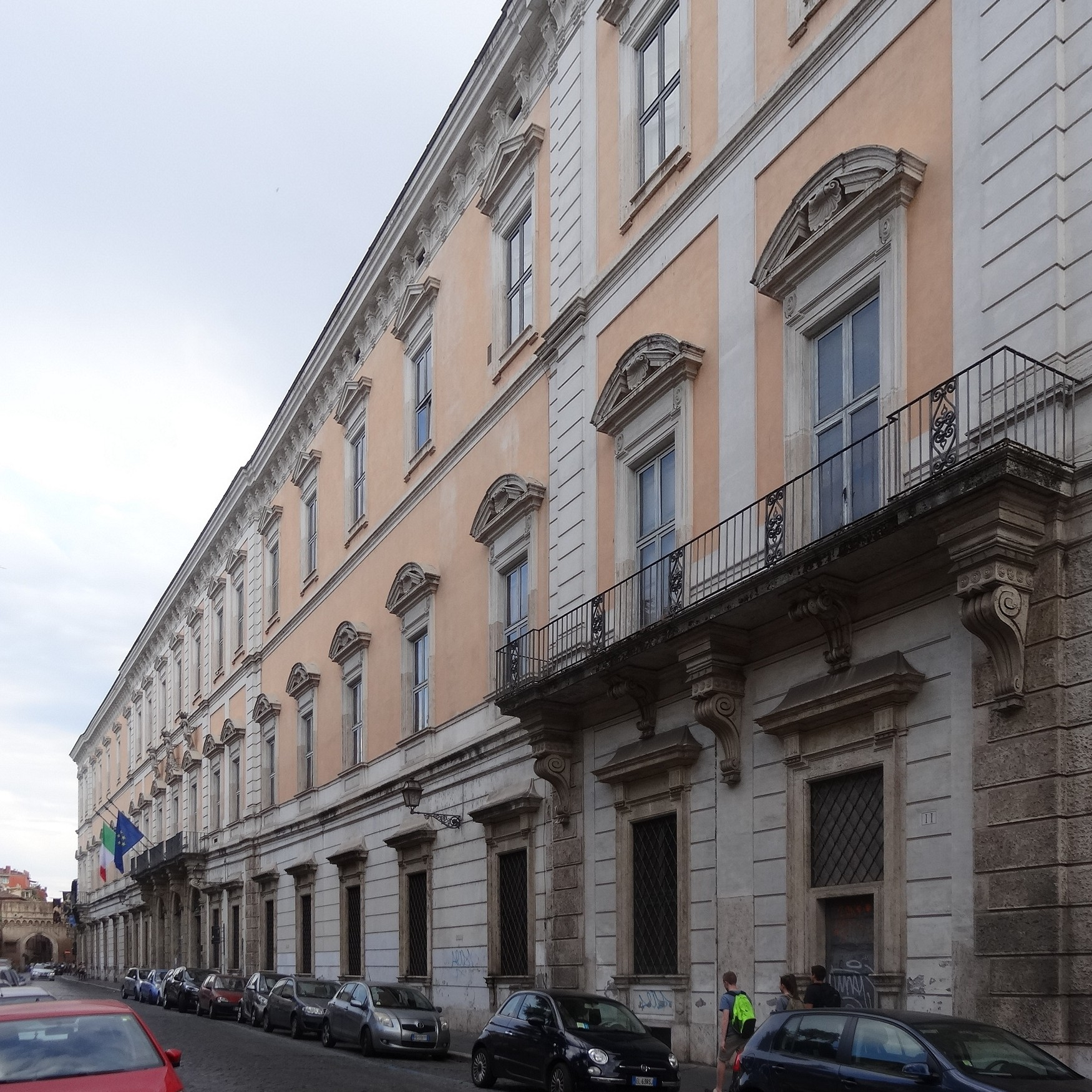
アッカデーミア・デイ・リンチェイの建物(2016)

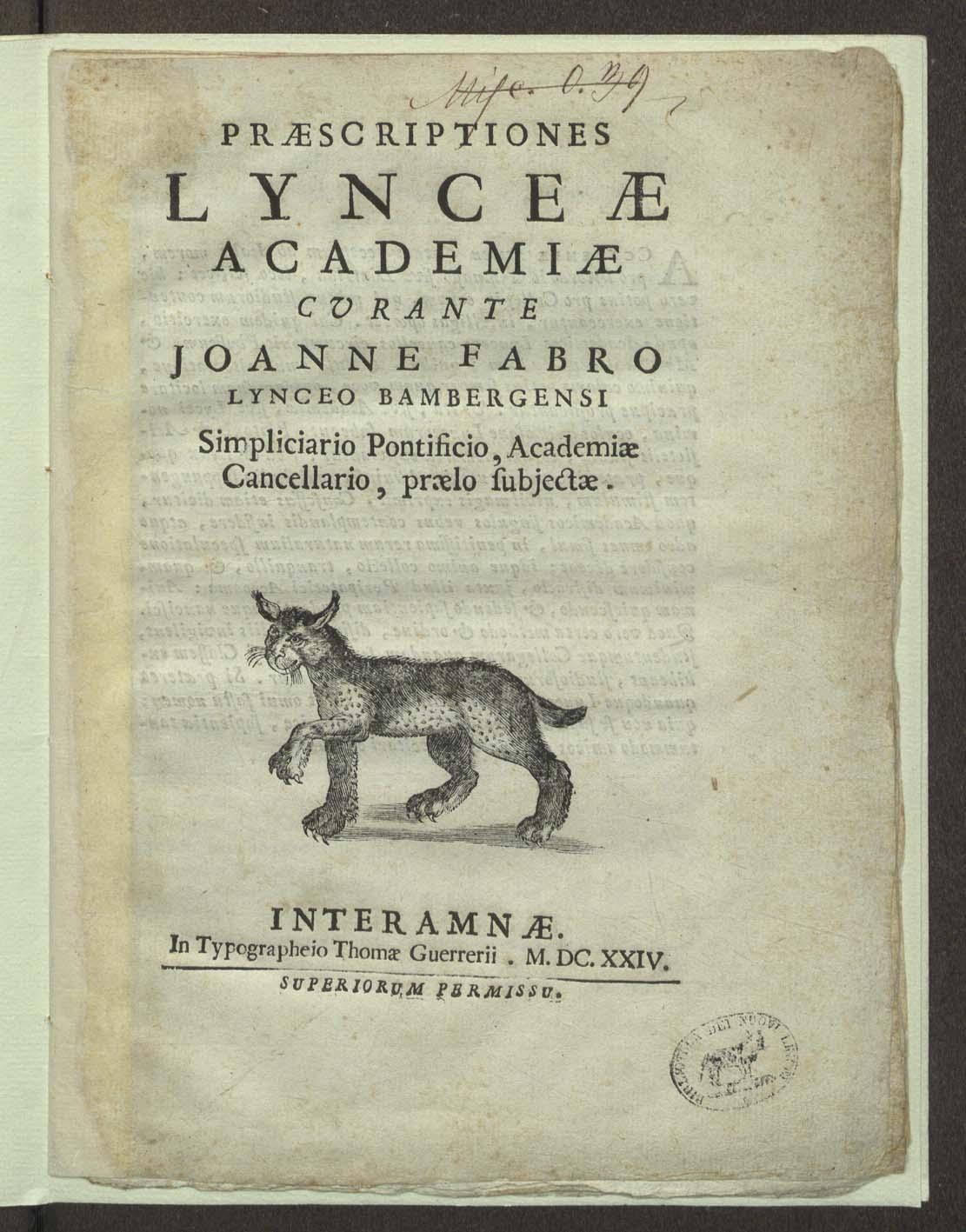
Praescriptiones Lynceae Academiae (1624)

アッカデーミア・デイ・リンチェイ（Accademia (Nazionale) dei Lincei： オオヤマネコの学会の意味）は、ローマのコルシーニ宮殿にある科学アカデミーである。現在のAccademia Nazionale dei Linceiは、数学者のカステルヌオーヴォ(Guido Castelnuovo)らによって1946年に再建された。伝統のある名称のdei Linceiはオオヤマネコの鋭い視力を科学者の目標にしたものである。和訳の例としては「山猫学会」「山猫アカデミア」など。

## 17世紀のアッカデーミア・デイ・リンチェイ
枢機卿バルトロメオ・チェージを出した、富裕な名門の子息フェデリコ・チェージ（1586年 - 1630年）が設立した。最初のメンバーは、ヨハネス・ファン・ヘーク、フランチェスコ・ステルッティ、アナタシオ・デ・フィリスであった。1610年にジャンバッティスタ・デッラ・ポルタが加わり、1611年にガリレオ・ガリレイが会員となった。1613年、ガリレオの黒点に関する著作の出版を行った。1630年にチェージの死によってパトロンを失ったことで活動は停滞した。ステルッティによって活動は維持されたが、1652年にステルッティが死ぬと活動は消滅に追い込まれた。

## その後の山猫学会を名乗った学会
その後にイタリアに作られた学会はこの伝統ある名称をしばしば引き継いだ。例えば、1745年にジョヴァンニ・ビアンキが再興を企てLe tre Rinascite dei Lincei(「リンチェイ3回目の復活」)という学会をつくるがすぐに消滅した。
1801年に スカルペリーニ師（Abbot Feliciano Scarpellini）と数学者のペッスーティ（Gioacchino Pessuti）がカエターニ公爵（ Francesco Caetani）の援助を受け、Accademia Caetaniを設立し、これが Accademia dei Linceiの名前を名乗った。19世紀初頭のイタリアはフランスの占領下となり、学会の活動はせまい地域的な活動になっていた。1847年にローマ教皇、ピウス9世が新リンチェイ教皇庁アカデミア（Accademia Pontificia dei Nuovi Lincei、1963年に改組されてローマ教皇庁科学アカデミーとなる）を設立した。
イタリア統一運動を経て、1861年にイタリア王国ができると1874年に国立リンチェイ・アカデミア（Accademia Nazionale Reale dei Lincei）が設立された。ファシズムの時代になるとイタリア王立アカデミー（Reale Accademia d'Italia）が作られ、1939年にはリンチェイ・アカデミアは吸収された。1946年に、数学者のGuido CastelnuovoらによってAccademia Nazionale dei Linceiとして再建された。
1986年にアカデミーは180人のイタリア人正会員（ordinary members）、180人の外国人正会員、180人のイタリア人准会員（corresponding members）から構成されていた。